# 662 Newtonia
662 Newtonia è un asteroide della fascia principale del diametro medio di circa 23,62 km. Scoperto nel 1908, presenta un'orbita caratterizzata da un semiasse maggiore pari a 2,5545742 UA e da un'eccentricità di 0,2138526, inclinata di 4,11561° rispetto all'eclittica.
Il nome è un omaggio alla città di Newton, nel Massachusetts.